# Saint-Molf
Saint-Molf est une commune de l'Ouest de la France, située dans le département de la Loire-Atlantique, en région Pays de la Loire. Elle fait partie du pays de Guérande.
Cette petite commune rurale est située entre la côte Atlantique et le parc naturel de Brière.
Elle possède de nombreux marais salants, moins connus que ceux de Guérande.

## Géographie
La superficie de la commune est de 22,82 km2 (2 282 ha).

### Situation

Situation de la commune de Saint-Molf dans le département de la Loire-Atlantique.

Saint-Molf est située dans la presqu'île guérandaise, à 8 km au nord de Guérande, 9 km au nord-est de La Turballe et 20 km au sud de La Roche-Bernard.
Les communes limitrophes sont Assérac, Herbignac, Guérande, La Turballe et Mesquer.
|             | Assérac    | Herbignac     |
| Mesquer     | Saint-Molf | Saint-Lyphard |
| La Turballe | Guérande   | Guérande      |

### Géographie humaine
Utilisation des sols
Sur les 2 282 hectares de la commune, on trouve :
- 301 hectares de bois ;
- 315 hectares de zones humides ;
- 1 235 hectares de terres agricoles avec 16 exploitants ;
- 140 hectares de marais salants avec 14 paludiers.

Cette répartition entre terres agricoles et marais salants reflète la double tradition de la commune : celle des paludiers et celle des landais (cultivateurs ou éleveurs). Les surfaces cultivées n’ont guère changé, mais le nombre d’exploitants agricoles a fortement diminué, comme partout en France, tandis que le nombre de paludiers est en augmentation depuis quelques années, du fait de la remise en exploitation de marais abandonnés.

### Climat
Pour des articles plus généraux, voir Climat des Pays de la Loire et Climat de la Loire-Atlantique.
En 2010, le climat de la commune est de type climat méditerranéen altéré, selon une étude du CNRS s'appuyant sur une série de données couvrant la période 1971-2000. En 2020, Météo-France publie une typologie des climats de la France métropolitaine dans laquelle la commune est exposée à un climat océanique et est dans la région climatique  Bretagne orientale et méridionale, Pays nantais, Vendée, caractérisée par une faible pluviométrie en été et une bonne insolation. 
Pour la période 1971-2000, la température annuelle moyenne est de 12,2 °C, avec une amplitude thermique annuelle de 12,2 °C. Le cumul annuel moyen de précipitations est de 807 mm, avec 12,3 jours de précipitations en janvier et 6 jours en juillet. Pour la période 1991-2020, la température moyenne annuelle observée sur la station météorologique de Météo-France la plus proche, sur la commune de Herbignac à 10 km à vol d'oiseau, est de 12,6 °C et le cumul annuel moyen de précipitations est de 886,4 mm,. Pour l'avenir, les paramètres climatiques de la commune estimés pour 2050 selon différents scénarios d'émission de gaz à effet de serre sont consultables sur un site dédié publié par Météo-France en novembre 2022.

## Urbanisme

### Typologie
Au 1er janvier 2024, Saint-Molf est catégorisée commune rurale à habitat dispersé, selon la nouvelle grille communale de densité à sept niveaux définie par l'Insee en 2022.
Elle est située hors unité urbaine. Par ailleurs la commune fait partie de l'aire d'attraction de Saint-Nazaire, dont elle est une commune de la couronne,. Cette aire, qui regroupe 24 communes, est catégorisée dans les aires de 200 000 à moins de 700 000 habitants,.

### Occupation des sols
Le tableau ci-dessous présente l'occupation des sols de la commune en 2018, telle qu'elle ressort de la base de données européenne d’occupation biophysique des sols Corine Land Cover (CLC).
| Type d’occupation                                                                   | Pourcentage | Superficie (en hectares) |
| ----------------------------------------------------------------------------------- | ----------- | ------------------------ |
| Tissu urbain discontinu                                                             | 4,8 %       | 112                      |
| Équipements sportifs et de loisirs                                                  | 1,0 %       | 24                       |
| Terres arables hors périmètres d'irrigation                                         | 29,9 %      | 695                      |
| Prairies et autres surfaces toujours en herbe                                       | 23,9 %      | 555                      |
| Systèmes culturaux et parcellaires complexes                                        | 19,2 %      | 446                      |
| Surfaces essentiellement agricoles interrompues par des espaces naturels importants | 1,4 %       | 33                       |
| Forêts de feuillus                                                                  | 3,2 %       | 75                       |
| Forêts mélangées                                                                    | 3,0 %       | 69                       |
| Landes et broussailles                                                              | 1,9 %       | 45                       |
| Marais intérieurs                                                                   | 4,5 %       | 104                      |
| Marais salants                                                                      | 7,0 %       | 163                      |
| Mers et océans                                                                      | 0,1 %       | 2                        |
| Source : Corine Land Cover                                                          |             |                          |

## Toponymie
Le nom de la localité est attesté sous les formes Saint Moulf en 1392, Sanctus Madulphus au XIVe siècle, Saint Mool en 1415, Saint Moul en 1415.
Un moine irlandais du nom de Maidulf (Maildulphus en latin) dut s’exiler dans le sud-ouest de l’Angleterre où il fonda le monastère de Malmesbury en 638 ; il mourut en 676. Par la suite, le souvenir de ce saint homme fut apporté par les émigrants bretons de Grande-Bretagne, fuyant les Saxons. Ils s’établirent dans le village où, depuis le Ve siècle, on honorait déjà saint Germain ; ils lui donnèrent le nom du saint homme et son patronage supplanta celui du saint auxerrois. Mais Maidulf, trop difficile à prononcer, fut progressivement transformé en Molf, prononcé « Mô » par la population et latinisé en Medulphus par l’Église.
Il est peu probable que saint Molf ait été canonisé. Cependant, en 1775, l’abbé Macé, alors recteur de Saint-Molf fit venir d’Angleterre un fragment d’un os du bras du saint moine à titre de relique et conservé comme telle dans le reliquaire actuel.[réf. nécessaire]
La forme bretonne proposée par l'Office public de la langue bretonne est Sant-Molf.
Un nom en gallo a été attesté à Guérande et Herbignac : Saint-Mô (prononcé [sɛ̃mo]).

## Histoire
Préhistoire
On trouve des traces de l’âge de pierre (4000 à 3000 av. J.-C.) à la Butte-aux-Cerfs, près du hameau de Trebrezan, qui fut certainement le centre d’un atelier rudimentaire de flèches, d’hameçons et de poignards de silex.
À l’âge des métaux (1800 av. J.-C.), les environs du Petit Traict devinrent la «zone industrielle» de la Presqu’île : 
- âge du bronze à Trebrezan et à Quifistre où ont été découverts des coins et des haches de ce métal,
- âge du fer au lieu-dit Les Forges, noyau primitif du village, situé alors près de la première chapelle Saint-Germain.

Les centres industriels de Saint-Molf, buttes des Carpadoux et de Kervenel, Butte-aux-Cerfs et butte du Binguet sont-ils celtes ou gaulois ? Les archéologues n’ont pas encore tranché.
Antiquité
Des voies romaines sillonnent la commune :
- une petite voie romaine Saint-Lyphard–Piriac avec un embranchement vers Merquel et un autre vers Clis ;
- une grande voie dallée, véritable artère du pays, reliant la Vilaine à la Loire par Assérac et Guérande, passant par Trebrezan, Montpignac, La Motte, Malabri et Kerguenec[15].

Le village de Saint-Molf a été construit autour de l'église Saint Germain, évêque d'Auxerre, évangélisateur de la région entre 430 et 448. La tradition en fait le fondateur de l'église et de la paroisse, ce qui est cohérent avec les usages de l'époque.
Moyen Âge
Après la migration bretonne dans la région, la paroisse prend le nom de Saint Molf[pas clair], qui est attesté au IXe siècle. Au XIe siècle, une nouvelle église est construite sous le vocable de Saint Maidulphe ou Mendulphe (devenu Saint Molf) et l'ancienne église Saint Germain devient une chapelle annexe entourée du cimetière. La langue bretonne y fut parlée jusqu'au XVIIIe.
Période moderne
Comme ses voisines de l'arrière pays nazairien, Saint-Molf s'est trouvée prise à la fin de la Seconde Guerre mondiale dans la Poche de Saint-Nazaire  ce qui lui valut une prolongation de l'Occupation allemande de 9 mois de plus que le reste de la région (d'août 1944 au 11 mai 1945)

## Emblèmes

### Héraldique
|  | Armoiries : Elles représentent le marais salant – symbolisé par les tas de sel et la végétation qui le borde – l’agriculture et la Bretagne. Son auteur est M. Jean-Pierre Marzelière. Le blason a été adopté par le Conseil municipal le 26 septembre 1980 et enregistré officiellement en date du 3 octobre de la même année par la Commission héraldique urbaine, siégeant à la Préfecture de Nantes. |

### Devise
Devise de Saint-Molf :

« In Terra Veritas. »

## Administration municipale
| Période                                  | Période                      | Identité                     | Étiquette | Qualité                                                                                       |
| ---------------------------------------- | ---------------------------- | ---------------------------- | --------- | --------------------------------------------------------------------------------------------- |
| Les données manquantes sont à compléter. |                              |                              |           |                                                                                               |
| mai 1908                                 | octobre 1919                 | Henri Le Chauff de Kerguenec |           | Colonel d'infanterie                                                                          |
| octobre 1919                             | 1929                         | Auguste Gautreau             |           |                                                                                               |
| mars 1929                                | mai 1935                     | Henri Le Chauff de Kerguenec |           | Colonel d'infanterie                                                                          |
| mai 1935                                 | mai 1953                     | Alphonse Drogueux            |           |                                                                                               |
| mai 1953                                 | décembre 1958 (décès)        | Auguste Niget                |           |                                                                                               |
| décembre 1958                            | mai 1975 (décès)             | Camille Berthe (1912-1975)   |           | Cultivateur Réélu en 1959, 1965 et 1971                                                       |
| juin 1975                                | mars 1983                    | Camille Bertho               |           |                                                                                               |
| mars 1983                                | mars 2001                    | Michel Bertho                |           |                                                                                               |
| mars 2001                                | mars 2008                    | Daniel Guihard               |           | Chef d'entreprise retraité 14e vice-président de Cap Atlantique (2003 → 2008)                 |
| mars 2008                                | mars 2014                    | Véronique Cardine            | DVD       | Retraitée du notariat 5e vice-présidente de Cap Atlantique (2008 → 2014)                      |
| mars 2014                                | février 2016 (démission)     | Patrick Brossaud             | DVG       | Conseiller bancaire                                                                           |
| février 2016                             | En cours (au 8 février 2022) | Hubert Delorme               | SE-DVD    | Cadre financier 1er vice-président de Cap Atlantique (2020 → ) Réélu pour le mandat 2020-2026 |

## Population et société

### Démographie
Selon le classement établi par l'Insee, Saint-Molf fait partie de l'aire urbaine, de la zone d'emploi et du bassin de vie de Saint-Nazaire. Elle n'est intégrée dans aucune unité urbaine. Toujours selon l'Insee, en 2010, la répartition de la population sur le territoire de la commune était considérée comme « peu dense » : 97 % des habitants résidaient dans des zones « peu denses »  et 3 % dans des zones « très peu denses ».

#### Évolution démographique
L'évolution du nombre d'habitants est connue à travers les recensements de la population effectués dans la commune depuis 1793. Pour les communes de moins de 10 000 habitants, une enquête de recensement portant sur toute la population est réalisée tous les cinq ans, les populations de référence des années intermédiaires étant quant à elles estimées par interpolation ou extrapolation. Pour la commune, le premier recensement exhaustif entrant dans le cadre du nouveau dispositif a été réalisé en 2008.

En 2022, la commune comptait 2 859 habitants, en évolution de +11,68 % par rapport à 2016 (Loire-Atlantique : +6,68 %, France hors Mayotte : +2,11 %).
| 1793  | 1800 | 1806 | 1821  | 1831  | 1836  | 1841  | 1846  | 1851  |
| ----- | ---- | ---- | ----- | ----- | ----- | ----- | ----- | ----- |
| 1 047 | 995  | 963  | 1 111 | 1 200 | 1 241 | 1 205 | 1 290 | 1 298 |

| 1856  | 1861  | 1866  | 1872  | 1876  | 1881  | 1886  | 1891  | 1896  |
| ----- | ----- | ----- | ----- | ----- | ----- | ----- | ----- | ----- |
| 1 309 | 1 369 | 1 307 | 1 246 | 1 234 | 1 257 | 1 288 | 1 293 | 1 282 |

| 1901  | 1906  | 1911  | 1921 | 1926 | 1931 | 1936 | 1946 | 1954 |
| ----- | ----- | ----- | ---- | ---- | ---- | ---- | ---- | ---- |
| 1 314 | 1 232 | 1 150 | 995  | 982  | 927  | 835  | 745  | 759  |

| 1962 | 1968 | 1975 | 1982 | 1990  | 1999  | 2006  | 2008  | 2013  |
| ---- | ---- | ---- | ---- | ----- | ----- | ----- | ----- | ----- |
| 753  | 690  | 706  | 852  | 1 154 | 1 500 | 2 030 | 2 179 | 2 452 |

| 2018  | 2022  | - | - | - | - | - | - | - |
| ----- | ----- | - | - | - | - | - | - | - |
| 2 683 | 2 859 | - | - | - | - | - | - | - |

#### Pyramide des âges
La population de la commune est relativement jeune.
En 2018, le taux de personnes d'un âge inférieur à 30 ans s'élève à 37,4 %, soit au-dessus de la moyenne départementale (37,3 %). À l'inverse, le taux de personnes d'âge supérieur à 60 ans est de 20,0 % la même année, alors qu'il est de 23,8 % au niveau départemental.
En 2018, la commune comptait 1 339 hommes pour 1 344 femmes, soit un taux de 50,09 % de femmes, légèrement inférieur au taux départemental (51,42 %).
Les pyramides des âges de la commune et du département s'établissent comme suit.
| Hommes | Classe d’âge | Femmes |
| ------ | ------------ | ------ |
| 0,1    | 90 ou +      | 0,4    |
| 3,2    | 75-89 ans    | 4,1    |
| 15,9   | 60-74 ans    | 16,4   |
| 23,1   | 45-59 ans    | 21,7   |
| 18,7   | 30-44 ans    | 21,6   |
| 16,1   | 15-29 ans    | 15,2   |
| 22,9   | 0-14 ans     | 20,8   |

| Hommes | Classe d’âge | Femmes |
| ------ | ------------ | ------ |
| 0,6    | 90 ou +      | 1,8    |
| 6      | 75-89 ans    | 8,6    |
| 15,1   | 60-74 ans    | 16,4   |
| 19,4   | 45-59 ans    | 18,8   |
| 20,1   | 30-44 ans    | 19,3   |
| 19,2   | 15-29 ans    | 17,4   |
| 19,5   | 0-14 ans     | 17,6   |

## Lieux et monuments

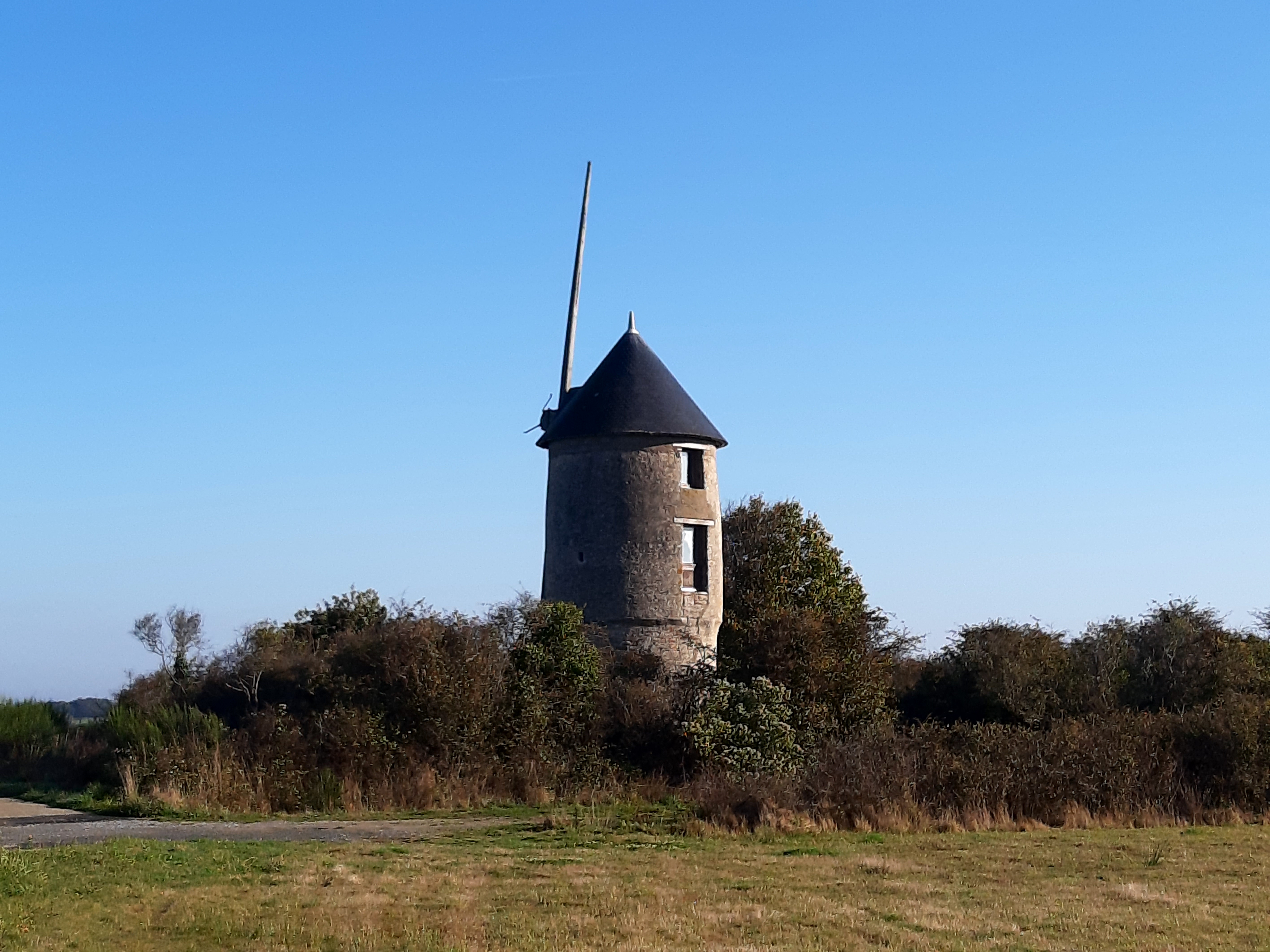
Moulin Marchand

- Église Saint-Molf (XIXe siècle).
- Moulins Marchand